# Such a Little Queen (film fra 1921)
Such a Little Queen er en amerikansk stumfilm fra 1921 af George Fawcett.

## Medvirkende
- Constance Binney som Anne Victoria
- Vincent Coleman som Stephen
- J. H. Gilmour som Baron Cosaco
- Roy Fernandez som Bob Trainor
- Frank Losee som Adolph Lawton
- Betty Carpenter som Elizabeth Lawton
- Jessie Ralph som Mary
- Henry Leone som Boris